# Maratonfutás a nyári olimpiai játékokon

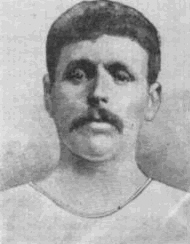
Szpirídon Lúisz, a maratoni futás első olimpiai bajnoka

A maratonfutás a nyári olimpiai játékok atlétikaversenyein eddig minden alkalommal a program része volt. A versenyszámot – Pierre de Coubertin jó barátja és az olimpiai eszme lelkes híve – Michel Bréal francia akadémikus javaslatára iktatták műsorba, egy ókori görög harcos emlékére, aki a legenda szerint a perzsák felett i. e. 490-ben aratott győzelem hírét Marathón mezejéről futva vitte meg Athén piacára, és utána a kimerültségtől holtan esett össze. A maratoni futás – 1921-ig többször kisebb mértékben változott – távja a Marathón és Athén között lévő nagyjából negyven kilométeres távnak felel meg. Bár a történet hitelességével kapcsolatban jogos kételyek merültek fel, a maraton az újkori atlétikaversenyek és az újkori nyári olimpiák kedvelt műsorszámává vált.

## Érdekességek a versenyszám történetéből
Az eddig lezajlott huszonöt verseny – különösen a kezdeti időszakban, amikor az atléták még nem a mai korszerű módszerekkel készültek a versenyekre – bővelkedett drámai jelenetekben. Az első versenyt a görög Szpirídon Lúisz, huszonöt éves  postaküldönc nyerte, akit nemzeti hősként ünnepeltek és élete végéig köztiszteletben állt. A verseny után kiderült, hogy a harmadik helyen célba érkezett görög Belokas Spiridon a táv egy részét szekéren tette meg, ezért a görög versenyzőt kizárták és a távot egyedüli külföldiként végigfutó magyar Kellner Gyulát tették meg bronzérmesnek. Máig ez Magyarország egyetlen olimpiai érme ebben a versenyszámban. A verseny előtt Georgiosz Averoff, az olimpia egyik fő támogatója, a Herodes Atticus-stadion újjáépíttetője a győztesnek – ha az görög versenyző lesz – leánya kezét és hatalmas hozományt ígért. Ígéretének beváltására nem volt szükség, mert Louis Spiridon győzelmekor már családos ember volt.
1900-ban a versenytáv 40 260 méter volt, 1904-ben ismét negyven kilométer. A csalási kísérlet az 1904. évi olimpián megismétlődött, a lelkesen ünnepelt első helyen célba érkező amerikai futóról kiderült, hogy a táv nagy részét gépkocsival tette meg.

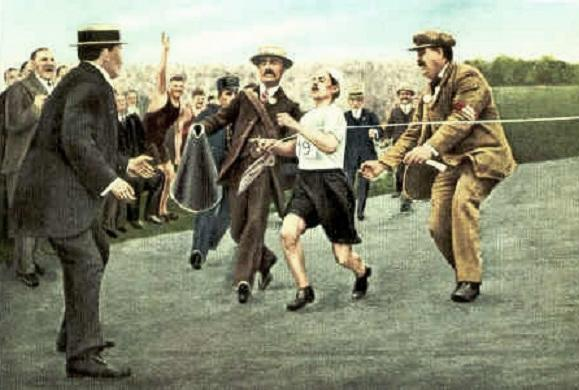
Dorando Pietri célba érkezése az 1908. évi olimpián. A diszkvalifikált olasz versenyző másnap az angol királyi családtól fájdalomdíjként egy aranyserleget kapott.

Az 1908. évi londoni olimpián a versenytávot 42 kilométerre növelték, mert ennyi volt a távolság a Windsor kastély és a White-City Stadion között. Ezt a távolságot még meg kellett növelni, mert a királyi család nehezményezte, hogy a futók nem a királyi díszpáholy előtt érnek célba, így a versenytáv 42 195 méter lett. A versenyen az olasz Dorando Pietri ért először a stadionba, de annyira kimerülten, hogy többször is összeesett és a cél előtt néhány tíz méterrel már nem tudott felkelni. Mivel közben egy amerikai futó is feltűnt a stadion bejáratánál, honfitársai lábra segítették az olasz versenyzőt és némi rendezői segédlettel valósággal átvonszolták a célon.  Pietrit végül külső segítség igénybevétele miatt diszkvalifikálták és az egyesült államokbeli John Hayest nyilvánították bajnoknak.
Az 1912. évi olimpián a maratoni futás halálos áldozatot is követelt, a portugál Francisco Lázaro futás közben napszúrást kapott és másnap meghalt. Ezen az olimpián nyert a versenyszámban először afrikai ország sportolója.
1921-ben a Nemzetközi Atlétikai Szövetség a versenytávot 42 195 méterben rögzítette, és az 1924. évi olimpia versenyét már ezen a távon rendezték. A párizsi olimpia maratoni versenyére nézőként ellátogató cseh  Vojtech Bukovskot annyira magával ragadta a verseny hangulata, hogy hazatérve 1924 októberében megszervezte az első – azóta Európa egyik legrangosabb maratoni versenyévé vált – kassai maratont.
Az első dél-amerikai győzelem 1932-ben, az első ázsiai győzelem 1936-ban született. Az 1936. évi olimpián a koreai Szon Kidzsong nyert, de mivel országa ekkor japán megszállás alatt állt, japán színekben. Az aranyérmet a források egy része Korea aranyérmeként tünteti fel, a Nemzetközi Olimpiai Bizottság azonban máig japán aranyéremként tartja nyilván.
Az 1948. évi londoni olimpián az 1908. évihez hasonló jelenet játszódott le: a belga Étienne Gailly érkezett elsőként a stadionba, de annyira kimerülten, hogy a végül győztes argentin futó több mint negyven másodperccel megelőzte, és Gailly végül bronzérmet nyert.
Az 1950-es évek legendás cseh futója, Emil Zátopek az 1952. évi olimpián úgy nyerte – olimpiai csúccsal – a maratoni futást, hogy előtte ezen a távon nagy nemzetközi versenyen még nem indult. A magyar Dobronyi József Zátopek mögött alig több mint három perccel lemaradva, a hetedik helyen végzett.
1956-ban az esélytelennek tartott francia Alain Mimoun győzött, aki akkor már harminchat éves volt.
1960-ban, a római olimpián a rajtnál még teljesen ismeretlen etióp Abebe Bikila érkezett – mezítláb futva – elsőként a stadionba és nyerte meg a versenyt új világcsúccsal. Bikilának a játékok történetében elsőként a duplázás is sikerült, az 1964. évi olimpián ismét világrekorddal tudott győzni. A bajnoki cím megvédése rajta kívül csak az NDK-beli Waldemar Cierpinskinek sikerült, aki 1976-ban és 1980-ban is győzni tudott. Cierpinski 1976-ban az olimpiák történetében elsőként futotta a távot két óra tíz percen belül. Rajta kívül eddig ez csak a portugál Carlos Lopeznek sikerült 1984-ben.
Az 1984. évi olimpia óta női atlétikában is rendeznek maratoni futást, az első női olimpiai bajnok az egyesült államokbeli Joan Benoit lett.

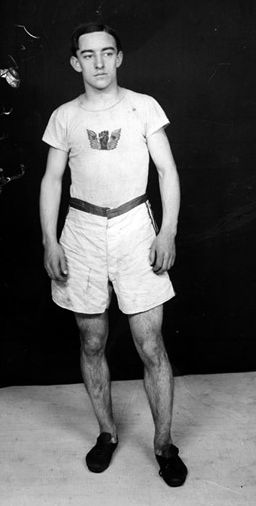
John Hayes, az 1908-as londoni olimpia győztese és a versenyszám első hivatalos világcsúcstartója

2004-ben az athéni olimpia maratoni versenyét az eredeti útvonalon – az ókori görög hírvivő harcos feltételezett útvonalán – rendezték. A férfi versenyen az olasz Stefano Baldini, a női versenyen a japán Nogucsi Mizuki ért elsőnek célba.

## Időeredmények
Az első hivatalos maratoni versenyt Louis Spiridon 2:58:50-es idővel nyerte. Azóta az olimpiai rekord kilenc alkalommal dőlt meg. A mai olimpiai csúcstartó, a portugál Carlos Lopez 2:09:21-es eredményét az 1984. évi olimpián futotta. Rajta kívül az NDK-beli Waldemar Cierpinski volt az egyetlen az olimpiák történetében – az 1976. évi olimpián –, aki a távot két óra tíz percen belül teljesítette.
A versenyszám első hivatalos világcsúcstartója, az egyesült államokbeli John Hayes időeredményét az 1908. évi olimpián futotta. Azóta az olimpiák történetében számos alkalommal javították meg a világrekordot (l. a táblázatot lentebb). A jelenleg érvényes világcsúcsot Patrick Makau futotta a 2011. szeptember 25-i berlini maratonin 2:03:38-as idővel.
Az első hivatalos női világrekordot – 3:40:22 – a brit Violet Piercy futotta 1926-ban. Az első női olimpiai bajnok időeredménye az 1984. évi olimpián 2:24:52 volt, és ez az eredmény maradt az olimpiai rekord tizenhat éven keresztül. A ma érvényes olimpiai csúcsot – 2:23:14-et – a japán Takahasi Naoko futotta a 2000. évi olimpián. Az olimpiák női maratoni versenyszámának történetében mindeddig nem történt világcsúcsjavítás.

## Részletes eredmények

### Férfi maratonfutás

#### Éremtáblázat
(Magyarország eltérő háttérszínnel, az egyes számoszlopok legmagasabb értékei vastagítással kiemelve)
| A nyári olimpiai játékok összesített éremtáblázata férfi maratonfutásban | A nyári olimpiai játékok összesített éremtáblázata férfi maratonfutásban | A nyári olimpiai játékok összesített éremtáblázata férfi maratonfutásban | A nyári olimpiai játékok összesített éremtáblázata férfi maratonfutásban | A nyári olimpiai játékok összesített éremtáblázata férfi maratonfutásban | Olimpia  |
| ------------------------------------------------------------------------ | ------------------------------------------------------------------------ | ------------------------------------------------------------------------ | ------------------------------------------------------------------------ | ------------------------------------------------------------------------ | -------- |
|                                                                          | Ország                                                                   | Arany                                                                    | Ezüst                                                                    | Bronz                                                                    | Összesen |
| 1.                                                                       | Etiópia (ETH)                                                            | 4                                                                        | 1                                                                        | 3                                                                        | 8        |
| 2.                                                                       | Egyesült Államok (USA)                                                   | 3                                                                        | 3                                                                        | 5                                                                        | 11       |
| 3.                                                                       | Franciaország (FRA)                                                      | 3                                                                        | 2                                                                        | 0                                                                        | 5        |
| 4.                                                                       | Kenya (KEN)                                                              | 2                                                                        | 3                                                                        | 2                                                                        | 7        |
| 5.                                                                       | Dél-afrikai Unió (RSA)                                                   | 2                                                                        | 2                                                                        | 0                                                                        | 4        |
| 6.                                                                       | Olaszország (ITA)                                                        | 2                                                                        | 1                                                                        | 1                                                                        | 4        |
| 7.                                                                       | Finnország (FIN)                                                         | 2                                                                        | 0                                                                        | 3                                                                        | 5        |
| 8.                                                                       | Argentína (ARG)                                                          | 2                                                                        | 0                                                                        | 0                                                                        | 2        |
| 8.                                                                       | NDK (GDR)                                                                | 2                                                                        | 0                                                                        | 0                                                                        | 2        |
| 10.                                                                      | Japán (JPN)                                                              | 1                                                                        | 2                                                                        | 2                                                                        | 5        |
| 11.                                                                      | Dél-Korea (KOR)                                                          | 1                                                                        | 1                                                                        | 0                                                                        | 2        |
| 11.                                                                      | Görögország (GRE)                                                        | 1                                                                        | 1                                                                        | 0                                                                        | 2        |
| 13.                                                                      | Csehszlovákia (TCH)                                                      | 1                                                                        | 0                                                                        | 0                                                                        | 1        |
| 13.                                                                      | Portugália (POR)                                                         | 1                                                                        | 0                                                                        | 0                                                                        | 1        |
| 13.                                                                      | Uganda (UGA)                                                             | 1                                                                        | 0                                                                        | 0                                                                        | 1        |
|                                                                          |                                                                          |                                                                          |                                                                          |                                                                          |          |
| 16.                                                                      | Nagy-Britannia (GBR)                                                     | 0                                                                        | 4                                                                        | 1                                                                        | 5        |
| 17.                                                                      | Marokkó (MAR)                                                            | 0                                                                        | 2                                                                        | 0                                                                        | 2        |
| 18.                                                                      | Belgium (BEL)                                                            | 0                                                                        | 1                                                                        | 2                                                                        | 3        |
| 19.                                                                      | Chile (CHI)                                                              | 0                                                                        | 1                                                                        | 0                                                                        | 1        |
| 19.                                                                      | Észtország (EST)                                                         | 0                                                                        | 1                                                                        | 0                                                                        | 1        |
| 19.                                                                      | Hollandia (NED)                                                          | 0                                                                        | 1                                                                        | 0                                                                        | 1        |
| 19.                                                                      | Írország (IRL)                                                           | 0                                                                        | 1                                                                        | 0                                                                        | 1        |
| 19.                                                                      | Jugoszlávia (YUG)                                                        | 0                                                                        | 1                                                                        | 0                                                                        | 1        |
|                                                                          |                                                                          |                                                                          |                                                                          |                                                                          |          |
| 24.                                                                      | Svédország (SWE)                                                         | 0                                                                        | 0                                                                        | 2                                                                        | 2        |
| 24.                                                                      | Új-Zéland (NZL)                                                          | 0                                                                        | 0                                                                        | 2                                                                        | 2        |
| 26.                                                                      | Brazília (BRA)                                                           | 0                                                                        | 0                                                                        | 1                                                                        | 1        |
| 26.                                                                      | Dzsibuti (DJI)                                                           | 0                                                                        | 0                                                                        | 1                                                                        | 1        |
| 26.                                                                      | Magyarország (HUN)                                                       | 0                                                                        | 0                                                                        | 1                                                                        | 1        |
| 26.                                                                      | Németország (GER)                                                        | 0                                                                        | 0                                                                        | 1                                                                        | 1        |
| 26.                                                                      | Szovjetunió (URS)                                                        | 0                                                                        | 0                                                                        | 1                                                                        | 1        |
|                                                                          |                                                                          |                                                                          |                                                                          |                                                                          |          |
| Összesen                                                                 | Összesen                                                                 | 28                                                                       | 28                                                                       | 28                                                                       | 84       |

#### Érmesek
- Az időeredmények megadása óra:perc:másodperc alakban történik.

| A nyári olimpiai játékok férfi maratonfutás érmesei |                                                |              |                                               |         |                                             |         |
| Olimpia                                             | Arany                                          | idő          | Ezüst                                         | idő     | Bronz                                       | idő     |
| 1896                                                | Szpirídon Lúisz · Görögország (GRE) ·          | 2:58:50 (OR) | Harílaosz Vaszilákosz · Görögország (GRE)     | 3:06:03 | Kellner Gyula · Magyarország (HUN)          | 3:06:35 |
| 1900                                                | Michel Theato · Franciaország (FRA)            | 2:59:45      | Emile Champion · Franciaország (FRA)          | 3:04:17 | Ernst Fast · Svédország (SWE)               | 3:37:14 |
| 1904                                                | Thomas Hicks · Egyesült Államok (USA)          | 3:28:53      | Albert Corey · Egyesült Államok (USA)         | 3:34:52 | Arthur Newton · Egyesült Államok (USA)      | 3:47:33 |
| 1908                                                | Johnny Hayes · Egyesült Államok (USA)          | 2:55:19 (VR) | Charles Hefferon · Dél-afrikai Unió (RSA)     | 2:56:06 | Joseph Forshaw · Egyesült Államok (USA)     | 2:57:11 |
| 1912                                                | Kenneth MacArthur · Dél-afrikai Unió (RSA)     | 2:36:55 (OR) | Christian Gitsham · Dél-afrikai Unió (RSA)    | 2:37:52 | Gaston Strobino · Egyesült Államok (USA)    | 2:38:43 |
| 1920                                                | Hannes Kolehmainen · Finnország (FIN)          | 2:32:36 (VR) | Juri Lossman · Észtország (EST)               | 2:32:49 | Valerio Arri · Olaszország (ITA)            | 2:36:33 |
| 1924                                                | Albin Stenroos · Finnország (FIN)              | 2:41:23      | Romeo Bertini · Olaszország (ITA)             | 2:47:20 | Clarence DeMar · Egyesült Államok (USA)     | 2:48:14 |
| 1928                                                | Boughera El Ouafi · Franciaország (FRA)        | 2:23:57 (OR) | Miguel Plaza · Chile (CHI)                    | 2:33:23 | Martti Marttelin · Finnország (FIN)         | 2:35:02 |
| 1932                                                | Juan Carlos Zabala · Argentína (ARG)           | 2:31:36      | Sam Ferris · Nagy-Britannia (GBR)             | 2:31:55 | Armas Toivonen · Finnország (FIN)           | 2:32:12 |
| 1936                                                | Szon Gidzsong · Japán (JPN)                    | 2:29:20      | Ernest Harper · Nagy-Britannia (GBR)          | 2:31:24 | Nam Szungnjong · Japán (JPN)                | 2:31:42 |
| 1948                                                | Delfo Cabrera · Argentína (ARG)                | 2:34:52      | Tom Richards · Nagy-Britannia (GBR)           | 2:35:08 | Etienne Gailly · Belgium (BEL)              | 2:35:34 |
| 1952                                                | Emil Zátopek · Csehszlovákia (TCH)             | 2:23:04 (OR) | Reinaldo Goron · Franciaország (FRA)          | 2:25:35 | Gustaf Jansson · Svédország (SWE)           | 2:26:07 |
| 1956                                                | Alain Mimoun · Franciaország (FRA)             | 2:25:00      | Franjo Mihalic · Jugoszlávia (YUG)            | 2:26:32 | Veikko Karvonen · Finnország (FIN)          | 2:27:47 |
| 1960                                                | Abebe Bikila · Etiópia (ETH)                   | 2:15:16 (VR) | Rhadi Ben Abdesselem · Marokkó (MAR)          | 2:15:42 | Barry Magee · Új-Zéland (NZL)               | 2:17:19 |
| 1964                                                | Abebe Bikila · Etiópia (ETH)                   | 2:12:12 (VR) | Basil Heatley · Nagy-Britannia (GBR)          | 2:16:20 | Cuburaja Kókicsi · Japán (JPN)              | 2:16:23 |
| 1968                                                | Mamo Wolde · Etiópia (ETH)                     | 2:20:27      | Kimihara Kendzsi · Japán (JPN)                | 2:23:31 | Michael Ryan · Új-Zéland (NZL)              | 2:23:45 |
| 1972                                                | Frank Shorter · Egyesült Államok (USA)         | 2:12:20      | Karel Lismont · Belgium (BEL)                 | 2:14:32 | Mamo Wolde · Etiópia (ETH)                  | 2:15:09 |
| 1976                                                | Waldemar Cierpinski · NDK (GDR)                | 2:09:55 (OR) | Frank Shorter · Egyesült Államok (USA)        | 2:10:46 | Karel Lismont · Belgium (BEL)               | 2:11:13 |
| 1980                                                | Waldemar Cierpinski · NDK (GDR)                | 2:11:03      | Gerard Nijboer · Hollandia (NED)              | 2:11:20 | Szatimkul Dzsumanazarov · Szovjetunió (URS) | 2:11:35 |
| 1984                                                | Carlos Lopes · Portugália (POR)                | 2:09:21 (OR) | John Treacy · Írország (IRL)                  | 2:09:56 | Charlie Spedding · Nagy-Britannia (GBR)     | 2:09:58 |
| 1988                                                | Gelindo Bordin · Olaszország (ITA)             | 2:10:32      | Douglas Wakiihuri · Kenya (KEN)               | 2:10:47 | Ahmed Salah · Dzsibuti (DJI)                | 2:10:59 |
| 1992                                                | Hwang Young-Jo · Dél-Korea (KOR)               | 2:13:23      | Morisita Kóicsi · Japán (JPN)                 | 2:13:45 | Stephan Freigang · Németország (GER)        | 2:14:00 |
| 1996                                                | Josia Thugwane · Dél-afrikai Köztársaság (RSA) | 2:12:36      | I Bongdzsu · Dél-Korea (KOR)                  | 2:12:39 | Eric Wainaina · Kenya (KEN)                 | 2:12:44 |
| 2000                                                | Gezahegne Abera · Etiópia (ETH)                | 2:10:11      | Eric Wainaina · Kenya (KEN)                   | 2:10:31 | Tesfaye Tola · Etiópia (ETH)                | 2:11:10 |
| 2004                                                | Stefano Baldini · Olaszország (ITA)            | 2:10:55      | Mebrahtom Keflezighi · Egyesült Államok (USA) | 2:11:29 | Vanderlei de Lima · Brazília (BRA)          | 2:12:11 |
| 2008                                                | Samuel Wanjiru · Kenya (KEN)                   | 2:06:32 (OR) | Zsavád Garíb · Marokkó (MAR)                  | 2:07:16 | Tsegay Kebede · Etiópia (ETH)               | 2:10:00 |
| 2012                                                | Stephen Kiprotich · Uganda (UGA)               | 2:08:01      | Abel Kirui · Kenya (KEN)                      | 2:08:27 | Wilson Kipsang Kiprotich · Kenya (KEN)      | 2:09:37 |
| 2016                                                | Eliud Kipchoge · Kenya (KEN)                   | 2:08:44      | Feyisa Lilesa · Etiópia (ETH)                 | 2:09:54 | Galen Rupp · Egyesült Államok (USA)         | 2:10:05 |

#### Ranglista
Bajnoki címét eddig két futónak sikerült megvédenie. A nyolcvanegy érmen hetvenöt sportoló osztozott. A következők nyertek egynél több érmet:
| A nyári olimpiai játékokon egynél több érmet nyert férfi maratoni futók |                     |                        |       |       |       |          |
|                                                                         | Sportoló            | Ország                 | Arany | Ezüst | Bronz | Összesen |
| 1.                                                                      | Abebe Bikila        | Etiópia (ETH)          | 2     | 0     | 0     | 2        |
| 1.                                                                      | Waldemar Cierpinski | NDK (GDR)              | 2     | 0     | 0     | 2        |
| 3.                                                                      | Frank Shorter       | Egyesült Államok (USA) | 1     | 1     | 0     | 2        |
| 4.                                                                      | Mamo Wolde          | Etiópia (ETH)          | 1     | 0     | 1     | 2        |
| 5.                                                                      | Karel Lismont       | Belgium (BEL)          | 0     | 1     | 1     | 2        |
| 5.                                                                      | Eric Wainaina       | Kenya (KEN)            | 0     | 1     | 1     | 2        |

### Női maratonfutás

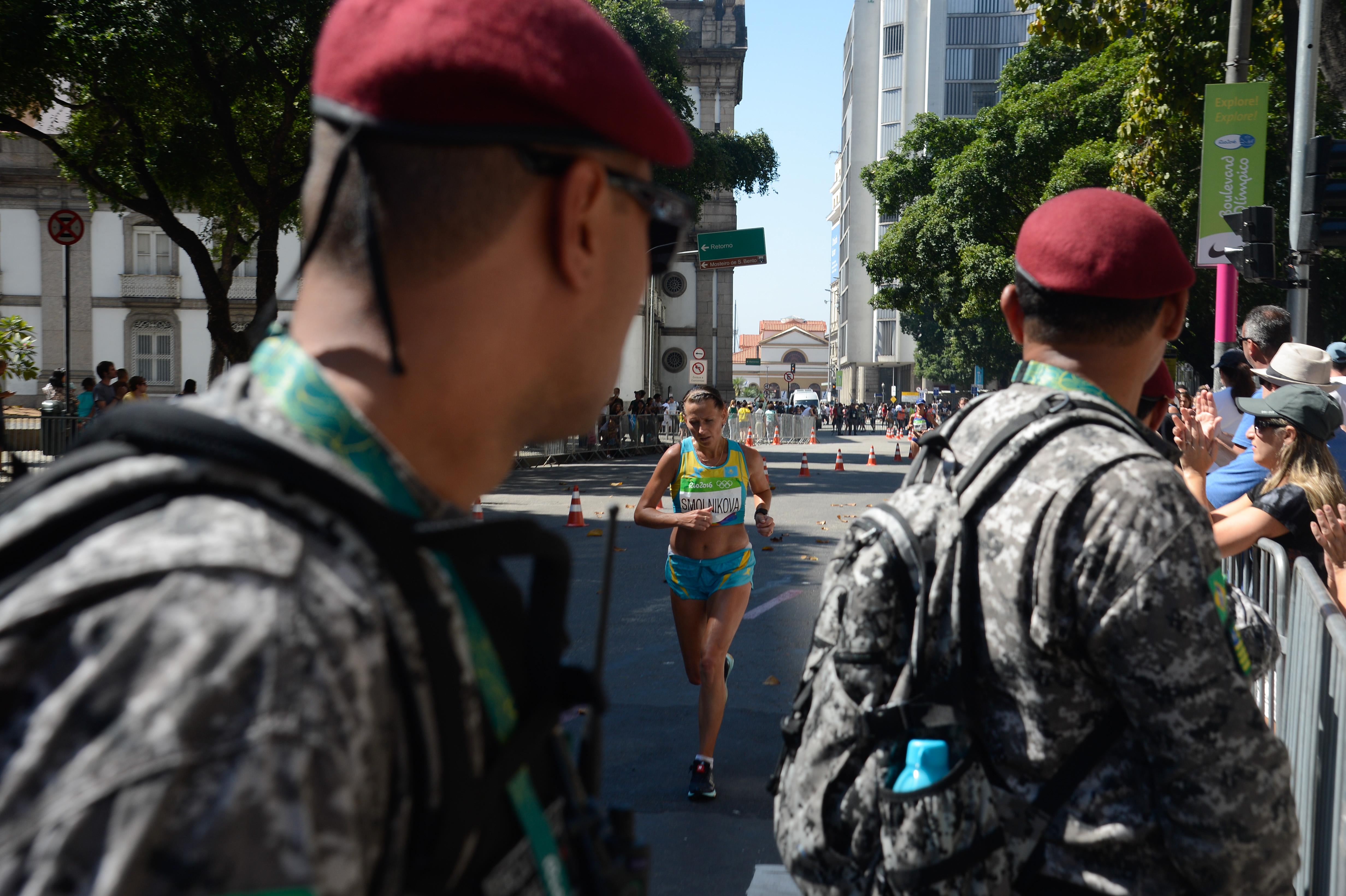
Női marathon futó a 2016-os riói olimpián

#### Éremtáblázat
| A nyári olimpiai játékok összesített éremtáblázata női maratonfutásban | A nyári olimpiai játékok összesített éremtáblázata női maratonfutásban | A nyári olimpiai játékok összesített éremtáblázata női maratonfutásban | A nyári olimpiai játékok összesített éremtáblázata női maratonfutásban | A nyári olimpiai játékok összesített éremtáblázata női maratonfutásban | Olimpia  |
| ---------------------------------------------------------------------- | ---------------------------------------------------------------------- | ---------------------------------------------------------------------- | ---------------------------------------------------------------------- | ---------------------------------------------------------------------- | -------- |
|                                                                        | Ország                                                                 | Arany                                                                  | Ezüst                                                                  | Bronz                                                                  | Összesen |
| 1.                                                                     | Japán (JPN)                                                            | 2                                                                      | 1                                                                      | 1                                                                      | 4        |
| 2.                                                                     | Etiópia (ETH)                                                          | 2                                                                      | 0                                                                      | 1                                                                      | 3        |
| 3.                                                                     | Kenya (KEN)                                                            | 1                                                                      | 3                                                                      | 1                                                                      | 5        |
| 4.                                                                     | Románia (ROU)                                                          | 1                                                                      | 1                                                                      | 0                                                                      | 2        |
| 5.                                                                     | Egyesült Államok (USA)                                                 | 1                                                                      | 0                                                                      | 1                                                                      | 2        |
| 5.                                                                     | Portugália (POR)                                                       | 1                                                                      | 0                                                                      | 1                                                                      | 2        |
| 7.                                                                     | Egyesített Csapat (EUN)                                                | 1                                                                      | 0                                                                      | 0                                                                      | 1        |
|                                                                        |                                                                        |                                                                        |                                                                        |                                                                        |          |
| 8.                                                                     | Oroszország (RUS)                                                      | 0                                                                      | 1                                                                      | 1                                                                      | 2        |
| 9.                                                                     | Ausztrália (AUS)                                                       | 0                                                                      | 1                                                                      | 0                                                                      | 1        |
| 9.                                                                     | Bahrein (BRN)                                                          | 0                                                                      | 1                                                                      | 0                                                                      | 1        |
| 9.                                                                     | Norvégia (NOR)                                                         | 0                                                                      | 1                                                                      | 0                                                                      | 1        |
|                                                                        |                                                                        |                                                                        |                                                                        |                                                                        |          |
| 12.                                                                    | Kína (CHN)                                                             | 0                                                                      | 0                                                                      | 1                                                                      | 1        |
| 12.                                                                    | NDK (GDR)                                                              | 0                                                                      | 0                                                                      | 1                                                                      | 1        |
| 12.                                                                    | Új-Zéland (NZL)                                                        | 0                                                                      | 0                                                                      | 1                                                                      | 1        |
|                                                                        |                                                                        |                                                                        |                                                                        |                                                                        |          |
| Összesen                                                               | Összesen                                                               | 9                                                                      | 9                                                                      | 9                                                                      | 27       |

#### Érmesek
| A nyári olimpiai játékok női maratonfutás érmesei |                                                 |              |                                         |         |                                       |         |
| Olimpia                                           | Arany                                           | idő          | Ezüst                                   | idő     | Bronz                                 | idő     |
| 1984 Los Angeles                                  | Joan Benoit · Egyesült Államok (USA)            | 2:24:52 (OR) | Grete Waitz · Norvégia (NOR)            | 2:26:18 | Rosa Mota · Portugália (POR)          | 2:26:57 |
| 1988 Szöul                                        | Rosa Mota · Portugália (POR)                    | 2:25:40      | Lisa Martin · Ausztrália (AUS)          | 2:25:53 | Katrin Dörre · NDK (GDR)              | 2:26:21 |
| 1992 Barcelona                                    | Valentyina Jegorova · Egyesített Csapat (EUN) · | 2:32:41      | Arimori Júko · Japán (JPN)              | 2:32:49 | Lorraine Moller · Új-Zéland (NZL)     | 2:33:59 |
| 1996 Atlanta                                      | Fatuma Roba · Etiópia (ETH)                     | 2:26:05      | Valentyina Jegorova · Oroszország (RUS) | 2:28:05 | Arimori Júko · Japán (JPN)            | 2:28:39 |
| 2000 Sydney                                       | Takahasi Naoko · Japán (JPN)                    | 2:23:14 (OR) | Lidia Simon · Románia (ROU)             | 2:23:22 | Joyce Chepchumba · Kenya (KEN)        | 2:24:45 |
| 2004 Athén                                        | Nogucsi Mizuki · Japán (JPN)                    | 2:26:20      | Catherine Ndereba · Kenya (KEN)         | 2:26:32 | Deena Kastor · Egyesült Államok (USA) | 2:27:20 |
| 2008 Peking                                       | Constantina Tomescu · Románia (ROU)             | 2:26:44      | Catherine Ndereba · Kenya (KEN)         | 2:27:06 | Csou Csun-hsziu · Kína (CHN)          | 2:27:07 |
| 2012 London                                       | Tiki Gelana · Etiópia (ETH)                     | 2:23:07 (OR) | Priscah Jeptoo · Kenya (KEN)            | 2:23:12 | Tatyjana Arhipova · Oroszország (RUS) | 2:23:29 |
| 2016 Rio de Janeiro                               | Jemima Sumgong · Kenya (KEN)                    | 2:24:04      | Eunice Kirwa · Bahrein (BRN)            | 2:24:13 | Mare Dibaba · Etiópia (ETH)           | 2:24:30 |

#### Ranglista
Bajnoki címét eddig senkinek nem sikerült megvédenie. A huszonnégy érmen húsz sportolónő osztozott. A következők nyertek egynél több érmet:
| A nyári olimpiai játékokon egynél több érmet nyert női maratoni futók |                     |                                             |       |       |       |          |
|                                                                       | Sportoló            | Ország                                      | Arany | Ezüst | Bronz | Összesen |
| 1.                                                                    | Valentyina Jegorova | Egyesített Csapat (EUN) · Oroszország (RUS) | 1     | 1     | 0     | 2        |
| 2.                                                                    | Rosa Mota           | Portugália (POR)                            | 1     | 0     | 1     | 2        |
| 3.                                                                    | Catherine Ndereba   | Kenya (KEN)                                 | 0     | 2     | 0     | 2        |
| 4.                                                                    | Arimori Júko        | Japán (JPN)                                 | 0     | 1     | 1     | 2        |

## Magyar részvétel
Tizenkilenc alkalommal volt a nyári olimpiák maratoni versenyeinek magyar résztvevője. Magyar atléta két alkalommal került az első hat közé, 1896-ban Kellner Gyula harmadik, 1964-ben Sütő József ötödik helyezést ért el.
A játékok történetében összesen huszonhat – tizennyolc férfi és nyolc női – magyar atléta indult ebben a versenyszámban. A férfiak közül a legjobb időeredményt eddig Szekeres Ferenc futotta az 1980. évi olimpián.
Magyar női atlétának eddig nem sikerült a legjobb tíz közé kerülni. A legjobb helyezést eddig Szabó Karolina az 1992. évi, illetve a legjobb időeredményt Földingné Nagy Judit a 2000. évi olimpián érte el.
Az olimpiák maratoni versenyein a következő magyar sportolók vettek részt:
(Az első három legjobb helyezés és az első három legjobb időeredmény vastagítással kiemelve)
| Magyar részvétel a nyári olimpiai játékok maratonfutás versenyein | Magyar részvétel a nyári olimpiai játékok maratonfutás versenyein       | Magyar részvétel a nyári olimpiai játékok maratonfutás versenyein                             |
| olimpia                                                           | férfi maratoni                                                          | női maratoni                                                                                  |
| ----------------------------------------------------------------- | ----------------------------------------------------------------------- | --------------------------------------------------------------------------------------------- |
| 1896                                                              | Kellner Gyula (3. – 3:06:35)                                            |                                                                                               |
| 1912                                                              | Kárpáti Ödön (31. – 3:25:22) ifj. Ripszám Henrik (feladta)              |                                                                                               |
| 1924                                                              | Lovas Antal (28. – 3:35:24) Király Pál (feladta)                        |                                                                                               |
| 1928                                                              | Galambos József (49. – 3:05:58)                                         |                                                                                               |
| 1948                                                              | Kiss József (19. – 2:50:20)                                             |                                                                                               |
| 1952                                                              | Dobronyi József (7. – 2:28:05) Esztergomi Mihály (21. – 2:35:10)        |                                                                                               |
| 1960                                                              | Gerhart Hecker (feladta)                                                |                                                                                               |
| 1964                                                              | Sütő József (5. – 2:17:56) Pintér János (37. – 2:30:51)                 |                                                                                               |
| 1968                                                              | Tóth Gyula (24. – 2:24:49) Mecser Lajos (feladta) Sütő József (feladta) |                                                                                               |
| 1972                                                              | Tóth Gyula (27. – 2:23:00) Szekeres Ferenc (33. – 2:25:18)              |                                                                                               |
| 1980                                                              | Szekeres Ferenc (12. – 2:15:18)                                         |                                                                                               |
| 1988                                                              |                                                                         | Szabó Karolina (13. – 2:32:26)                                                                |
| 1992                                                              | Borka Gyula (38. – 2:20:46) Szűcs Csaba (feladta)                       | Szabó Karolina (11. – 2:40:10)                                                                |
| 1996                                                              |                                                                         | Földingné Nagy Judit (36. – 2:38:43)                                                          |
| 2000                                                              |                                                                         | Földingné Nagy Judit (17. – 2:30:54)                                                          |
| 2004                                                              | Bácskai Zsolt (feladta)                                                 | Kovács Ida (60. – 3:03:21) Rakonczai Beáta (48. – 2:49:41) Staicu Simona (45. – 2:48:57)      |
| 2008                                                              |                                                                         | Rakonczai Beáta (nem ért célba) Teveli Petra (65. – 2:48:32)                                  |
| 2012                                                              | Kovács Tamás (72. – 2:27:48)                                            | Erdélyi Zsófia (92. – 2:44:45) Kálovics Anikó (95. – 2:45:55) Rakonczai Beáta (85. – 2:41:20) |
| 2016                                                              | Csere Gáspár (109. – 2:28:23) Józsa Gábor (87. – 2:23:22)               | Erdélyi Zsófia (52. – 2:39:04) Papp Krisztina (65. – 2:42:03) Szabó Tünde (83. – 2:45:37)     |